# Gibsland
Gibsland és una població dels Estats Units a l'estat de Louisiana. Segons el cens del 2000 tenia 1.119 habitants.

## Demografia
Segons el cens del 2000, Gibsland tenia 1.119 habitants, 475 habitatges, i 293 famílies. La densitat de població era de 163 habitants/km².
Dels 475 habitatges en un 29,5% hi vivien nens de menys de 18 anys, en un 32,4% hi vivien parelles casades, en un 23,8% dones solteres, i en un 38,3% no eren unitats familiars. En el 36,2% dels habitatges hi vivien persones soles el 19,4% de les quals corresponia a persones de 65 anys o més que vivien soles. El nombre mitjà de persones vivint en cada habitatge era de 2,34 i el nombre mitjà de persones que vivien en cada família era de 3,1.
Per edats la població es repartia de la següent manera: un 29% tenia menys de 18 anys, un 8,7% entre 18 i 24, un 25,6% entre 25 i 44, un 19,3% de 45 a 60 i un 17,4% 65 anys o més.
L'edat mediana era de 36 anys. Per cada 100 dones de 18 o més anys hi havia 76,3 homes.
La renda mediana per habitatge era de 19.250 $ i la renda mediana per família de 22.098 $. Els homes tenien una renda mediana de 25.789 $ mentre que les dones 18.958 $. La renda per capita de la població era de 12.185 $. Entorn del 27,5% de les famílies i el 34,9% de la població estaven per davall del llindar de pobresa.

## Poblacions més properes
El següent diagrama mostra les poblacions més properes.